# طیف‌سنج چندجرمی

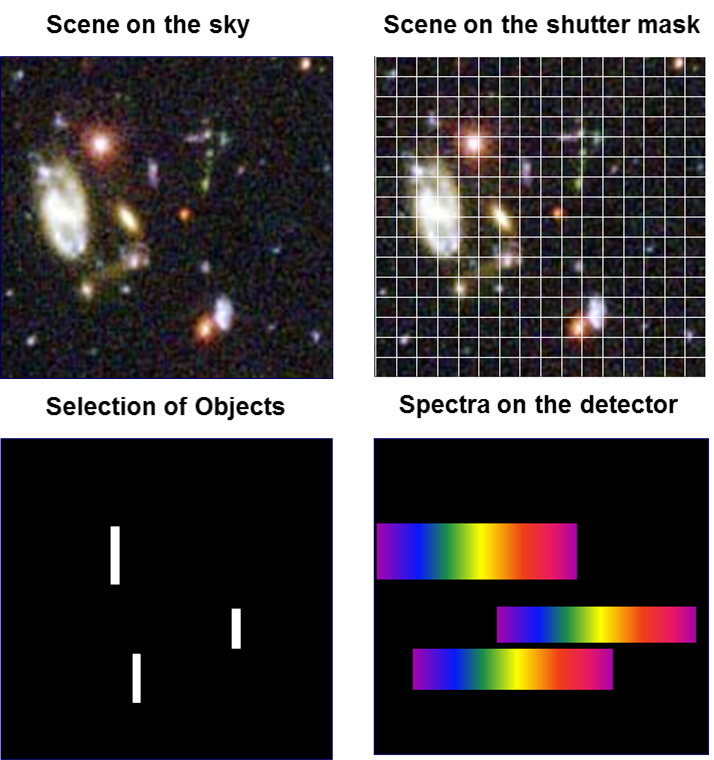
اصول اساسی طیف‌نمایی چندجرمی

طیف‌سنج چندجرمی (انگلیسی: Multi-Object Spectrometer) نوعی طیف‌سنج نوری است که امکان به‌دست آوردن همزمان طیف چندین جسم مجزا در میدان دید خود را دارد. از این نوع طیف‌سنج در طیف‌نمایی اخترشناختی استفاده می‌شود و مربوط به طیف‌شناسی شکاف بلند است. این تکنیک در دهه ۱۹۸۰ در دسترس قرار گرفت.

## کاربرد در تلسکوپ‌ها

### ابزارهای زمینی
ابزارهای دارای قابلیت طیف‌سنج چندجرمی در اکثر رصدخانه‌های زمینی کلاس ۸ تا ۱۰ متر در دسترس هستند:
برای نمونه تلسکوپ بزرگ دو چشمی، تلسکوپ کک، تلسکوپ بزرگ جزایر قناری، تلسکوپ جمنای، رصدخانه نیو تکنولوژی، تلسکوپ ویلیام هرشل دارای چنین سیستمی هستند.

### ابزارهای فضایی
تلسکوپ فضایی هابل از سال ۱۹۹۷ تا ۱۹۹۹ و از ۲۰۰۲ تا ۲۰۰۸ از دوربین فروسرخ نزدیک و طیف‌سنج چندجرمی استفاده می‌کرد.
ابزار طیف‌نگار فروسرخ نزدیک در تلسکوپ فضایی جیمز وب نیز یک طیف‌سنج چندجرمی است.